# Скала (Милан)
Миланска скала, често само (Ла) Скала (итал. Teatro alla Scala) је чувена оперска кућа у Милану. Налази се на истоименом тргу (итал. Piazza della Scala). У овом театру има места за нешто више од 2.000 гледалаца.
Неокласична зграда позоришта изграђена је по пројекту Ђузепеа Пермаринија у периоду 1776—1778. на месту некадашње цркве Санта Марија дела Скала. По тој цркви име је добило ново позориште. Театар је отворен 3. августа 1778. Прва изведена опера била је опера Антонија Салијерија Europa riconosciuta. 
Оперска сезона у Миланској скали традиционално почиње 7. децембра, на дан Светог Амброзија, заштитника Милана. 
Позориште је рестаурирано од 2002. до краја 2004. 

## Музички директори
- Гвидо Кантели (1956)
- Клаудио Абадо (1969–1986)
- Рикардо Мути (1986–2005)
- Данијел Баренбојм (2007-2014)
- Рикардо Шајли (2015-)

## Прва извођења опера у Ла Скали
| - 2007: Тенеке - Фабио Ваки - 1988: - Карл-Хајнц Штокхаузен - 1984: - Карл-Хајнц Штокхаузен - 1957: Дијалози кармелићанки - Франсис Пуленк - 1926: Турандот - Ђакомо Пучини - 1924: Нерон - Ариго Боито - 1904: Мадам Батерфлај - Ђакомо Пучини - 1893: Фалстаф - Ђузепе Верди - 1892: - Алфредо Каталани - 1889: Едгар - Ђакомо Пучини - 1887: Отело - Ђузепе Верди - 1885: Марион Делорм - Амилкаре Понкијели - 1876: Ђоконда - Амилкаре Понкијели - 1870: - Антонио Карлос Гомес - 1868: Мефисто - Ариго Боито - 1845: Јованка Орлеанка - Ђузепе Верди | - 1843: Ломбардијци - Ђузепе Верди - 1842: Набуко - Ђузепе Верди - 1840: Један дан власти - Ђузепе Верди - 1839: Оберто - Ђузепе Верди - 1835: Марија Стјуарт - Гаетано Доницети - 1833: Лукреција Борџија - Гаетано Доницети - 1831: Норма - Винћенцо Белини - 1829: - Винћенцо Белини - 1827: - Винћенцо Белини - 1820: Маргарита Анжујска - Ђакомо Мејербер - 1814: Турчин у Италији - Ђоакино Росини - 1813: Аурелијан у Палмири - Ђоакино Росини - 1812: - Ђоакино Росини - 1800: - Маркос Португал - 1794: Демофонт - Маркос Португал - 1778: - Антонио Салијери |